# Emblemasoma costaricensis
Emblemasoma costaricensis är en tvåvingeart som beskrevs av Guilherme A.M.Lopes 1988. Emblemasoma costaricensis ingår i släktet Emblemasoma och familjen köttflugor.
Artens utbredningsområde är Costa Rica. Inga underarter finns listade i Catalogue of Life.